# Зигизмунд II фон Хардег
Зигизмунд II фон Хардег (на немски: Sigismund II, Graf von Hardegg; * 1539; † 1599) е граф от род Хардег в Глац и в Махланде в Долна Австрия.

## Произход
Той е четвъртият син (от пет сина) на граф Юлиус I фон Хардег († 1557/1559) и съпругата му графиня Гертруда фон Еберщайн (* 1512; † 1551), дъщеря на граф Бернхард III фон Еберщайн (1459 – 1526) и Кунигунда фон Валдбург-Зоненберг (1482 – 1538), дъщеря на граф Еберхард II фон Валдбург-Зоненберг († 1483) и графиня Анна фон Фюрстенберг († 1522).
Дядо му граф Хайнрих I фон Хардег († 1513) помага на императорите Фридрих III и на Максимилиан I. Той е имперски съветник, става имперски губернатор на Италия и командир на имперски регимент, получава през 1493 г. графството и замък Хардег и от 1495 г. има титлата граф на Хардег и от 1499 г. имперски граф на Хардег в Глац и в Махланде.

## Фамилия
Първи брак: на 13 февруари 1565 г. с графиня Ева фон Кастел (* 12 април 1546; † 23 април 1570), дъщеря на граф Конрад II фон Кастел (1519 – 1577) и маркграфиня Елизабет фон Баден-Дурлах (1516 – 1568). Тя умира на 24 години, бракът е бездетен.
Втори брак: на 19 юли 1571 г. с графиня Магдалена фон Вид († 13 октомври 1606), дъщеря на граф Йохан IV фон Вид († 1581), господар на Рункел, Изенбург и Дирздорф, и графиня Катарина фон Ханау-Мюнценберг (1525 – 1588/1593). Те имат две дъщери и един син:
- Елизабет фон Хардег-Глац, омъжена за Георг Херман фон Пуххайм
- Йохан Вилхелм фон Хардег-Глац († 1635), женен пр. 17 септември 1596 г. за фрайин Естер-Елизабет фон Херберщайн († сл. 3 март 1612), дъщеря на фрайхер Леополд фон Херберщайн († 1606) и Юлиана ди Мадруцо († сл. 1568); имат дъщеря
- Магдалена фон Хардег (* 1577; † 2 април 1657), омъжена на 16 юни 1606 г. за граф Йохан Вилхелм фон Вид († 2 юни/юли 1633)